# الجمعية العالمية للمشغلين النوويين
الجمعية العالمية للمشغلين النوويين (WANO) هي مجموعة دولية من مشغلي محطات الطاقة النووية ومخصصة للسلامة النووية.
تم تأسيسها في عام 1989 بعد أعقاب أسوأ كارثة نووية في العالم في تشيرنوبيل (أوكرانيا) والتي ألقي باللوم فيها على التصميم الخاطئ والاستخدام الخاطئ للإجراءات الإدارية السيئة. في الوقت الذي اهتزت فيه ثقة الشعوب في الصناعة النووية حيث بدأ المشغلون النوويون في جميع أنحاء العالم يعملون معاً لمنع تكرارها.

## أهداف الجمعية
تعزز الجمعية العالمية للمشغلين النوويين (WANO) التواصل الفعال والمشاركة في المعلومات المفتوحة من خلال برامجها الرئيسية الخمسة وهي:
- استعراض الأقران
- تحليل الأداء
- الدعم الفني
- التطوير المهني
- الاتصالات المؤسسية

حيث أن الجمعية العالمية للمشغلين النوويين (WANO) ليست هيئة تنظيمية أو استشارية أو جماعة ضغط لهذه الصناعة.

## المهام
تحقيق أقصى قدر من الأمان والموثوقية في محطات الطاقة النووية في جميع أنحاء العالم من خلال العمل معا لتقييم وتقييم الأداء وتحسينه من خلال الدعم المتبادل وتبادل المعلومات ومحاكاة أفضل الممارسات.

## برامج الجمعية
- يقدم برنامج تقييم حاسم لأداء المحطة من قبل فريق ذو خبرة من نظرائهم في الصناعة العالمية ضد معايير التميز في الصناعة النووية على النحو المحدد في أهداف ومعايير الأداء في الجمعية العالمية للمشغلين النوويين (WANO).[4]
- تحليل الأداء ويراقب ويحلل بيانات التشغيل وبيانات الأداء مع تزويد الأعضاء بالدروس المستفادة وتقارير بصيرة أداء الصناعة. من الأمور الأساسية لنجاحها حيث أنها رغبة أعضاء الجمعية العالمية للمشغلين النوويين (WANO) في تبادل الخبرات التشغيلية وبيانات الأداء بشكل مفتوح لصالح الشركات النووية في جميع أنحاء العالم.
- الدعم الفني مع الأعضاء لتحسين السلامة والموثوقية تشمل أنشطة مهام الدعم الفني ومساعدة الوحدة الجديدة والمبادئ التوجيهية والممارسات الجيدة حيث إنها تساعد الأعضاء على التعلم من تجارب أقرانهم.[5]
- التدريب والتطوير لأعضاء الجمعية العالمية للمشغلين النوويين (WANO) من خلال ورش العمل والندوات والتدريب. وهذا يشمل الداخلين الجدد وكذلك محطات التشغيل وتشمل أيضاً دورات القيادة.
- الاتصالات المؤسسية وهي أحد أهم برامج الجمعية العالمية للمشغلين النوويين (WANO) ورؤيتها وأنشطتها المشتركة مع جميع الشعوب في العالم بما في ذلك أعضاء الجمعية العالمية للمشغلين النوويين (WANO) والتجاريين في مجال الصناعة والدول التي تفكر في إنشاء محطات للطاقة النووية.[6]

## وصلات خارجية
- الموقع الرسمي
- Inside WANO Magazine
- WANO Media Announcements
- WANO History Book